# Religionsfreiheit in Malta
Religionsfreiheit in Malta wird durch die Verfassung des Landes garantiert. Die Verfassung nennt die Römisch-Katholische Apostolische Religion als Staatsreligion. Religiöse Minderheiten können ihren Glauben jedoch frei praktizieren.

## Normierung

### Verfassungsrechtlicher Rahmen
Artikel 40 Absatz 1 der Verfassung der Republik Malta sind die Gewissensfreiheit sowie die freie Religionsausübung festgeschrieben: 
"(1) Alle Personen in Malta haben volle Gewissensfreiheit und genießen die freie Ausübung ihrer jeweiligen Art der religiösen Kultusausübung."
Artikel 40 Absatz 2 der Verfassung enthält nähere Bestimmungen zum Religionsunterricht:
"(2) Von niemandem darf verlangt werden, dass er Unterricht in der Religion erhält oder Kenntnisse oder Fähigkeiten in der Religion nachweist, wenn im Falle einer Person, die das sechzehnte Lebensjahr noch nicht vollendet hat, die Person, die nach dem Gesetz die Autorität über sie hat, gegen eine solche Forderung Einspruch erhebt, und in jedem anderen Fall, wenn die Person, von der dies gefordert wird, dagegen Einspruch erhebt: Eine solche Anforderung darf jedoch nicht als unvereinbar mit diesem Artikel oder als diesem zuwiderlaufend angesehen werden, soweit die Kenntnis einer Religion oder die Beherrschung oder Unterweisung in einer Religion für den Unterricht in dieser Religion oder für die Zulassung zum Priesteramt oder zu einem religiösen Orden oder für andere religiöse Zwecke erforderlich ist, es sei denn, diese Anforderung ist in einer demokratischen Gesellschaft nachweislich nicht zu rechtfertigen."
Artikel 40 Absatz 3 der Verfassung enthält Schrankenregelungen für die Religionsfreiheit:
"(3) Nichts, was in einem Gesetz enthalten ist oder auf Grund eines Gesetzes geschieht, ist als unvereinbar mit oder entgegen Absatz (1) anzusehen, soweit das betreffende Gesetz Bestimmungen enthält, die im Interesse der öffentlichen Sicherheit, der öffentlichen Ordnung, der öffentlichen Moral oder des Anstands, der öffentlichen Gesundheit oder des Schutzes der Rechte und Freiheiten anderer vernünftigerweise erforderlich sind, und soweit nicht nachgewiesen wird, dass diese Bestimmungen oder gegebenenfalls die auf Grund dieser Bestimmungen vorgenommenen Handlungen in einer demokratischen Gesellschaft nicht vernünftigerweise zu rechtfertigen sind."

### Völkerrechtlicher Rahmen
Malta ist dem Internationalen Pakt über bürgerliche und politische Rechte am 13. September 1990 beigetreten, der unter Artikel 18 das Recht auf Gedanken-, Gewissens- und Religionsfreiheit ausformuliert.